# تشی دم‌دراز
تشی دم‌دراز (نام علمی: Trichys fasciculata) نام یک گونه از تیره تشی‌های بر قدیم است.